# Fire Emblem: Shadow Dragon
Fire Emblem: Shadow Dragon (ファイアーエムブレム　死・鮟鱇理由と耀の犬, Faiā Emuburemu: Shin Ankoku Ryu to Hikari no Ken) est un jeu vidéo de rôle tactique développé par Intelligent Systems et édité par Nintendo, sorti en 2008 sur Nintendo DS. C'est le onzième opus de la franchise Fire Emblem et le premier sorti sur Nintendo DS.
Il s'agit d'un remake du premier épisode de la série, Fire Emblem: Shadow Dragon & the Blade of Light, sorti en 1990 sur Famicom, exclusivement au Japon. Par extension, il peut également être considéré comme un remake du premier Livre de l'opus Fire Emblem: Mystery of the Emblem, un autre titre exclusivement japonais sorti en 1994 sur Super Famicom, bien qu'il comprenne également tous les contenus du jeu original retirés dans ce dernier. Le jeu implémente de nouveaux contenus, comme notamment un prologue, quelques chapitres optionnels permettant de recruter de nouveaux personnages, ainsi que diverses améliorations de gameplay.

## Synopsis
Marth, prince d'Altea, est le descendant d'Anri, le guerrier qui a vaincu le Dragon d'Ombre Medeus. Cependant, un siècle après avoir été vaincu, ce dernier est ressuscité, et à la tête du royaume de Doluna, il conquiert Altea. Marth est contraint de fuir en exil dans le pays allié de Talys, tandis que sa sœur Elice est prise en otage et que son père est tué par le sorcier démoniaque Gharnef, responsable de la résurrection de Medeus. Avec l'aide de chevaliers alteans ainsi que de Shiida, la princesse de Talys, Marth part en quête de Falchion, l'épée sacrée d'Anri subtilisée par Gharnef, et obtient l’Emblème du Feu de la part de la princesse Nyna d'Akaneia, qui le reconnaît comme le héros du continent tout entier. Armé de Falchion, il pourra affronter Medeus, reconquérir le royaume d'Altea et sauver sa sœur.

## Système de jeu
Le système de jeu suit la formule générale des épisodes précédents : dans des combats tactiques au tour par tour, le joueur déplace et fait agir ses unités sur une carte formant une grille de cases carrées afin d'accomplir l'objectif du chapitre, consistant généralement à capturer la base ennemie, et passer au suivant. Les unités peuvent acquérir de l'expérience et gagner en puissance, mais si elles sont vaincues, alors elles disparaissent pour le restant de la partie.
Toutefois, un certain nombre de changements importants ont été apportés par rapport à la version originale du jeu sur Famicom :
- Shadow Dragon propose désormais 6 niveaux de difficulté. Le mode normal est fidèle à la difficulté du jeu originel mais retire la possibilité pour les renforts ennemis de se déplacer le même tour que leur apparition et ajoute un prologue de quatre chapitres servant de tutoriel. Les cinq niveaux supérieurs, intitulés "difficile", "brutal", "sauvage", "féroce" et "impitoyable" accroissent progressivement la difficulté du jeu. Le mode impitoyable était généralement considéré comme l'expérience Fire Emblem la plus ardue à l'époque de la sortie de Shadow Dragon. Ces différents niveaux de difficulté contribuent à la rejouabilité du jeu malgré sa structure narrative linéaire.
- Le triangle des armes, présent depuis l'opus Fire Emblem: Genealogy of the Holy War, est incorporé dans ce remake. Il s'agit d'un système de type pierre-papier-ciseaux permettant aux unités d'acquérir un bonus de précision et de puissance en fonction des armes portées par les deux combattants : les épées battent les haches, les haches battent les lances, les lances battent les épées. À noter que la trinité des magies, système similaire liée aux différents types de magie présent dans certains opus, est absente de Shadow Dragon.
- Les statistiques de force et de magie sont désormais distinctes l'une de l'autre, là où dans la version originale, seule la statistique de force existait. Cette dernière était inutile aux unités magiques, dont la puissance d'attaque dépendait uniquement des statistiques du tome de magie utilisé. Quant aux utilisateurs de bâtons, ils gagnent désormais de l'expérience en les utilisant et non en esquivant les attaques ennemies.
- Shadow Dragon utilise un système de niveau de maîtrise d'arme indépendant des statistiques de combat, là où elle était autrefois déterminée par une statistique de maîtrise qu'il était possible de faire croître en montant de niveau. Le système fonctionne de manière similaire aux opus Thracia 776 à Radiant Dawn.
- La forge introduite dans les épisodes Gamecube et Wii est implémentée et permet au joueur d'améliorer la puissance, la précision ou le taux de coups critiques de ses armes et de les renommer, monnayant pièces sonnantes et trébuchantes.
- Shadow Dragon dispose d'un écran de préparation de bataille semblable à celui présent dans les épisodes Thracia 776 et au-delà. Il est disponible à compter du chapitre 4.
- Le jeu bénéficie de nombreuses améliorations d'ergonomie en matière de gestion de l'inventaire et de prévision de combat. Pour la première fois dans la série, il est également possible de visualiser la portée d'attaque globale de tous les ennemis par une simple pression de bouton, ainsi que de passer automatiquement la phase ennemie.
- Également pour la première fois dans la série, le jeu dispose d'un système de reclassement libre ou chaque unité peut changer de classe sur l'écran de préparation de bataille. Les unités ne sont ainsi plus limitées à leur classe de base ou à leurs options de promotion. Par la même occasion, ce système plus souple diminue le poids de la perte d'une unité en raison de sa classe, et accroît la rejouabilité de l'expérience de jeu, le joueur étant incité à essayer différentes classes chez différents personnages.
- Cinq chapitres optionnels sont ajoutés à la campagne principale (indépendamment du niveau de difficulté) permettant chacun de recruter un personnage exclusif. Toutefois, ces chapitres sont uniquement accessibles si le joueur a perdu un trop grand nombre d'unités et sont donc essentiellement destinés aux joueurs en difficulté. Les ennemis s'y trouvant y sont aussi généralement plus faibles et peuvent servir de source d'expérience facile d'accès pour les unités du joueur.
- Afin d'éviter au joueur toute situation de blocage, Shadow Dragon lui permet également de recruter des unités génériques sans portrait ni dialogue s'il a perdu trop d'unités classiques.
- Enfin, le jeu est le premier de la série à introduire un mode de jeu multijoueur en ligne, permettant aux équipes de deux joueurs de s'affronter[2].

## Développement
Le développement de Fire Emblem: Shadow Dragon débute alors que la série doit faire face aux scores de ventes décevants de ses deux titres précédents, Path of Radiance et Radiant Dawn. Si Intelligent Systems avait initialement souhaité que le successeur de Radiant Dawn soit développé pour la Wii, Nintendo les convaincra de favoriser le développement d'un jeu pour la Nintendo DS, la série ayant réalisé de meilleures ventes sur consoles portables par le passé. L'équipe de développement est ainsi considérablement réduite.
L'idée de développer un remake du premier jeu de la série part de deux volontés : d'une part, permettre au public non-japonais de découvrir l'histoire de Marth, qu'ils ne connaissaient pour la plupart qu'au travers de la série Super Smash Bros., et d'autre part, de permettre de moderniser cette aventure d'une manière plus fidèle au jeu d'origine, là où Mystery of the Emblem avait été contraint de retirer une partie du contenu en raison de contraintes techniques. De plus, l'équipe de développement disposerait d'une base solide pour expérimenter de nouvelles mécaniques et idées de gameplay afin de rendre la série plus accessible aux néophytes,

## Accueil
Fire Emblem: Shadow Dragon est reçu plutôt favorablement par la critique et la presse spécialisée. Il obtient la note de 81/100 de la part de l'agrégateur Metacritic, 8/10 pour Eurogamer, 34/40 pour Famitsu, 7,5/10 pour Gamespot, 8,5/10 pour IGN ou encore 16/20 pour Jeuxvideo.com.
Les ventes du jeu sont estimées à 524 000 unités à travers le monde par le site VG Chartz.

## Postérité
Fire Emblem: Shadow Dragon est rendu disponible à l'achat sur la console virtuelle de la Wii U le 2 juillet 2015 en Europe et en Australie, le 10 février 2016 au Japon et le 8 décembre 2016 en Amérique du Nord.
En 2010, le jeu fait l'objet d'une suite sur la même plateforme sous le nom de Fire Emblem: New Mystery of the Emblem. Il s'agit en vérité du remake du "Livre 2" de Fire Emblem: Mystery of the Emblem, qui lui-même faisait suite au "Livre 1", remake raccourci de Fire Emblem: Shadow Dragon & the Blade of Light. Le jeu n'est toutefois pas sorti des frontières japonaises.
L'opus Fire Emblem: Awakening se déroule dans le même univers 2000 ans après l'époque de Shadow Dragon. On y retrouve ainsi le personnage Tiki dans une version plus âgée. De nombreux personnages du jeu y sont par ailleurs recrutables par le biais des fonctionnalités Spotpass[réf. nécessaire].
De nombreux personnages du jeu ont fait une ou plusieurs apparitions dans le jeu mobile Fire Emblem Heroes.
Marth est aussi l'un des personnages auxquels il est possible de faire appel par le biais des Emblèmes dans Fire Emblem Engage. Tiki l'y rejoint en tant que DLC. Il fait également une apparition notable dans le spin-off Fire Emblem Warriors, peut-être recruté par DLC dans Fire Emblem Fates ou invoqué grâce à l'amiibo à son effigie dans Fire Emblem Echoes: Shadows of Valentia.
Bon nombre de personnages du jeu sont apparus dans le jeu de cartes dérivé Fire Emblem 0 (Cipher)[réf. nécessaire].